# Plectris wittmeri
Plectris wittmeri är en skalbaggsart som beskrevs av Frey 1967. Plectris wittmeri ingår i släktet Plectris och familjen Melolonthidae. Inga underarter finns listade i Catalogue of Life.